# Ophioctenella acies
Ophioctenella acies is een slangster uit de familie Ophiuridae.
De wetenschappelijke naam van de soort werd in 1995 gepubliceerd door P.A. Tyler, G.J.L. Paterson, Myriam Sibuet, Alain Guille, B.J. Murton & M. Segonzac.